# Pumpschutz

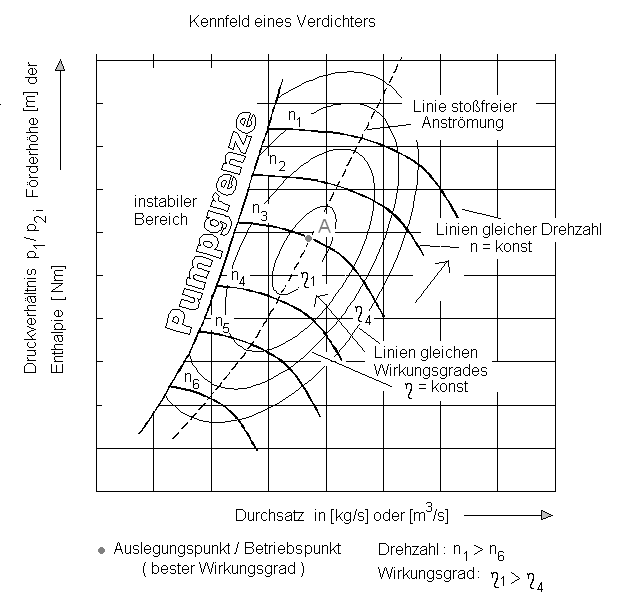
Verdichterkennfeld

Mit Pumpschutz bezeichnet man eine Maßnahme, die den Turbokompressor vor anhaltendem Pumpen schützt, wenn die Pumpverhütungsregelung ausgefallen ist. Diese zweite Sicherheitsmaßnahme ist wichtig, da die Betriebsweise Pumpen vermieden werden muss, um eine Zerstörung des Verdichters zu vermeiden.

## Pumpen und Verdichterkennfeld
Das Verdichterkennfeld wird durch die Pumpgrenze in einen stabilen und einen instabilen Bereich geteilt. Pumpen tritt auf, wenn die Betriebspunkte des Verdichters durch Verminderung der Fördermenge (Durchsatzes) oder durch Anstieg des Enddruckes (Förderhöhe) in den instabilen Bereich, links im Kennfeld, geraten. Pumpen ist gekennzeichnet durch zyklisches Fördern und Rückströmen des komprimierten Mediums, begleitet von hohen Vibrationen, Druckstößen und schnellem Temperaturanstieg im Verdichter. Mögliche Folgen sind Lager-, Anstreif-, Laufrad- bzw. Schaufelschäden, die zu Betriebsausfällen führen können. Um dies zu vermeiden, werden Turbokompressoren mit entsprechenden Schutzmechanismen ausgestattet.

## Pumpschutz
Turbokompressoren sollten mit zwei unabhängigen Systemen zur Pumpüberwachung ausgestattet werden: Den eigentlichen Schutz gegen das Pumpen an sich stellt die Pumpverhütungsregelung dar, die bei Annäherung an die Pumpgrenze durch Öffnen eines Entlastungsventils die Fördermenge des Verdichters auf dem minimal zulässigen Wert hält. Erst bei Versagen dieser Regelung oder bei sehr schnell auftretenden Störungen soll die Pumpschutzsteuerung eingreifen. Diese erfasst den ersten Pumpstoß und verhindert zum Beispiel durch schnelles Öffnen der Entlastungsventile, bzw. Abblaseklappe(n) ein weiteres Pumpen. Zusätzlich kann schnellstmöglich die Leistung reduziert und wenn vorhanden, ebenso die verstellbare Vorleitschaufel geschlossen werden. Für Entlastungsventile hat sich als besonders vorteilhaftes Pumpverhütungsventil das Schlitzscheibenventil mit integriertem pneumatischem Stellantrieb herausgestellt.